# Chile en los Juegos Olímpicos de Pekín 2022
Chile participó en los Juegos Olímpicos de Pekín 2022. El responsable del equipo olímpico es el Comité Olímpico de Chile, así como las federaciones deportivas nacionales de cada deporte con participación.

## Deportes
| Disciplina          | Deportistas |
| ------------------- | ----------- |
| Esquí alpino        | 2           |
| Esquí Cross-country | 1           |
| Esquí Freestyle     | 1           |

## Atletas clasificados
Esquí alpino (2)
- Henrik von Appen
- Emilia Aramburo

Esquí Cross-country (1)
- Yonathan Fernández

Esquí Freestyle (1)
- Dominique Ohaco

## Detalle por deporte
Esquí alpino
| Atleta           | Evento                  | Hit 1      | Hit 1      | Hit 2      | Hit 2      | Total      | Total      |
| Atleta           | Evento                  | Tiempo     | Posición   | Tiempo     | Posición   | Tiempo     | Posición   |
| ---------------- | ----------------------- | ---------- | ---------- | ---------- | ---------- | ---------- | ---------- |
| Henrik von Appen | Descenso Masculino      | N/A        | N/A        | N/A        | N/A        | 1:47.69    | 32°        |
| Henrik von Appen | Super-G Masculino       | N/A        | N/A        | N/A        | N/A        | 1:23.55    | 27°        |
| Henrik von Appen | Slalom Masculino        | N/A        | N/A        | N/A        | N/A        | No terminó | No terminó |
| Emilia Aramburo  | Slalom Femenino         | No terminó | No terminó | No terminó | No terminó | No terminó | No terminó |
| Emilia Aramburo  | Slalom Super-G Femenino | 1:07.71    | 49°        | 1:07.71    | 44°        | 2:16.32    | 42°        |

Esquí Cross-country
| Atleta             | Evento                  | Clásico | Clásico  | Estilo Libre | Estilo Libre | Total   | Total    |
| Atleta             | Evento                  | Tiempo  | Posición | Tiempo       | Posición     | Tiempo  | Posición |
| ------------------ | ----------------------- | ------- | -------- | ------------ | ------------ | ------- | -------- |
| Yonathan Fernández | 15 km Clásico Masculino | N/A     | N/A      | N/A          | N/A          | 50:36.6 | 91°      |

| Atleta             | Evento           | Clasificación | Clasificación | Cuartos de final | Cuartos de final | Semifinal    | Semifinal    | Final        | Final        |
| Atleta             | Evento           | Tiempo        | Posición      | Tiempo           | Posición         | Tiempo       | Posición     | Tiempo       | Posición     |
| ------------------ | ---------------- | ------------- | ------------- | ---------------- | ---------------- | ------------ | ------------ | ------------ | ------------ |
| Yonathan Fernández | Sprint Masculino | 3:26.12       | 85°           | No clasificó     | No clasificó     | No clasificó | No clasificó | No clasificó | No clasificó |

Esquí Freestyle
| Atleta          | Evento              | Clasificación | Clasificación | Clasificación | Clasificación | Clasificación | Final        | Final        | Final        | Final        | Final        |
| Atleta          | Evento              | Hit 1         | Hit 2         | Hit 3         | Mejor         | Posición      | Hit 1        | Hit 2        | Hit 3        | Mejor        | Posición     |
| --------------- | ------------------- | ------------- | ------------- | ------------- | ------------- | ------------- | ------------ | ------------ | ------------ | ------------ | ------------ |
| Dominique Ohaco | Big Air Femenino    | 60.25         | 11.25         | 66.25         | 126.50        | 16°           | No clasificó | No clasificó | No clasificó | No clasificó | No clasificó |
| Dominique Ohaco | Slopestyle Femenino | 17.28         | 44.85         | N/A           | 44.85         | 22°           | No clasificó | No clasificó | No clasificó | No clasificó | No clasificó |